# Hengelbach
Hengelbach ist ein Ortsteil der Stadt Königsee im Landkreis Saalfeld-Rudolstadt in Thüringen.

## Geographie
Der Ort liegt in einem Talkessel des Hengelbaches in 440 m über NN. Das grünland- und waldreiche Umland steht auf Muschelkalk- und Sandböden.

## Geschichte
Das Dorf wurde 1106 erstmals erwähnt und gehörte dem Kloster Paulinzella. 1127 ist eine Pfarrei im Dorf bezeugt. 1349 und 1469 wurde ein Adelsgeschlecht von Hengelbach erwähnt. 1423 verkauften die Grafen von Schwarzburg dem Kloster alle Rechte und Zinsen vom Dorf. Im Bauernkrieg 1525 stellte sich der Ort zusammen mit den anderen Klosterdörfern gegen den Abt als ihren Zinsherrn. Nach der Reformation wurde das Kloster 1534 aufgehoben, seine Besitzungen kamen an die Schwarzburger Grafen. Später wurde das Amt Paulinzella gebildet, zu dem ehemalige Klosterdörfer gehörten.
Es ist bekannt, dass 1543 Hengelbach aus 11 Häusern bestand. 1683 wurde die Dorfkirche neu errichtet. 1711 zählte das Dorf 50 Einwohner und einen Hirt. 1787 lebten hier weiterhin 51 Menschen in 13 Häusern. 1856 folgte die Ablösung aller feudalen Abgaben und Zinsen. Für das Jahr 1863 ist es überliefert, dass das Dorf immer noch aus 13 Häusern bestand, in denen 99 Menschen in 15 Familien lebten, davon 13 Schulkinder, 21 Dienstboten, 4 Tagelöhner und 6 Handwerker. Das Dorf besaß damals 5 Pferde, 21 Ochsen, 44 Kühe, 47 Jungrinder, 700 Schafe, 10 Ziegen und 38 Schweine. 1880 zählte es schon 16 Wohnhäuser und eine Schankwirtschaft. 1882 wurde in der Gemeinde die Aufhebung der Nachtwache beschlossen.
1895 wurde die Eisenbahnstrecke Stadtilm-Rottenbach eröffnet. 1903 wurde der letzte Frondienst im Dorf geleistet. Im Ersten Weltkrieg zählte man 5 Gefallene, im Zweiten 4 Gefallene und 4 Vermisste. Seit 1922 gab es im Dorf Elektrizität, seit 1926 – Wasserleitung.
Nach dem Krieg wurden im Dorf zwei LPG gegründet: 1955 (Typ III) und 1958 (Typ I), seit 1954 gab es eine Konsumverkaufsstelle.
Der Holzreichtum zeigt sich noch heute an einigen Fachwerkhäusern und Nebengebäuden. Paulinzella, Gösselborn und Hengelbach bilden heute eine Kirchgemeinde. Bis 1918 gehörte der Ort zur Oberherrschaft des Fürstentums Schwarzburg-Rudolstadt.

## Sehenswürdigkeiten

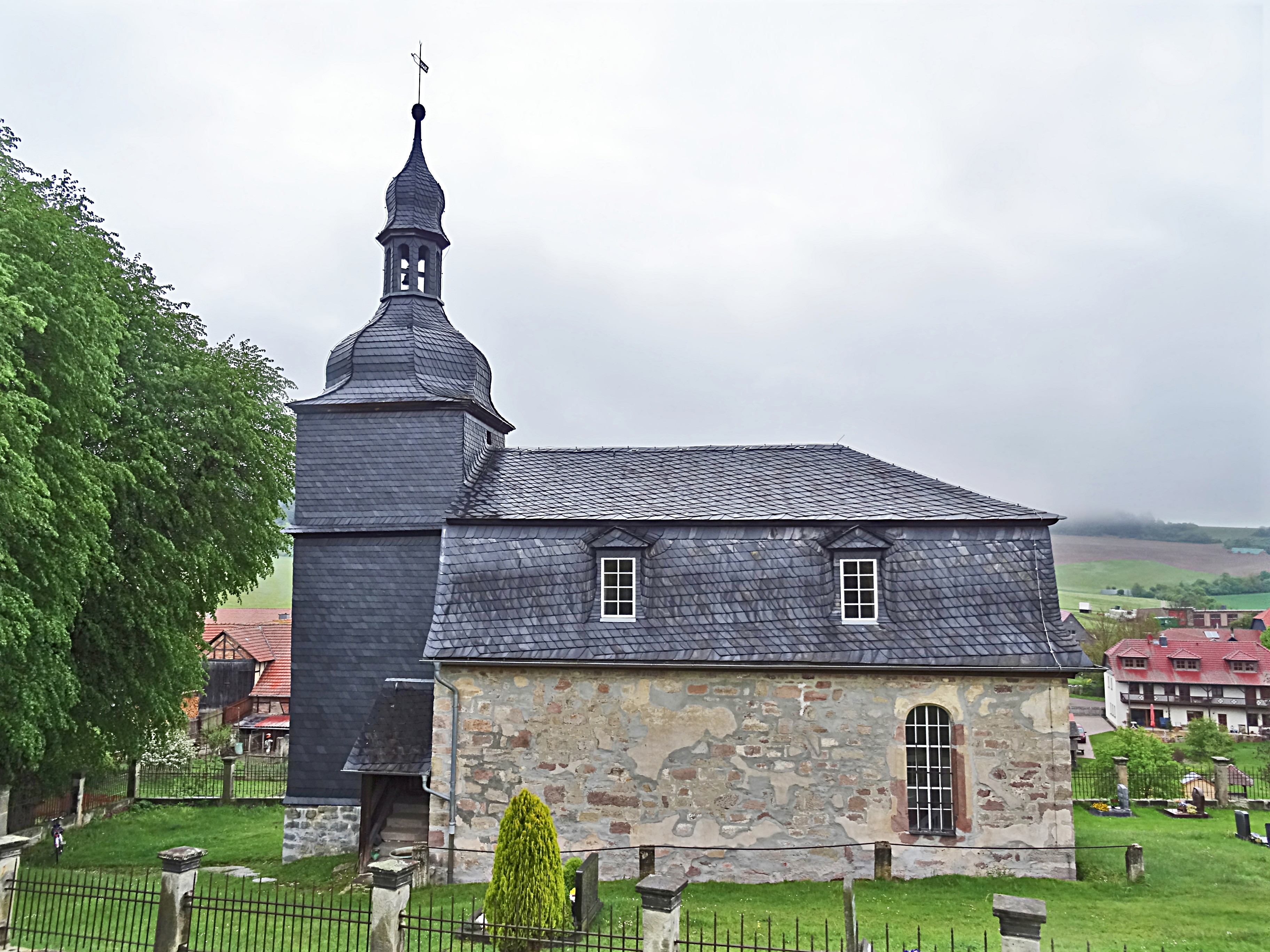
Dorfkirche

Die wuchtige, mit einem verschieferten Walmdach und Turm versehene Pfarrkirche wurde zuletzt im Jahr 2003 saniert. Sie wurde im Baustil des Barock errichtet und befindet sich am südlichen Ortsrand.